# Topònims de l'antic municipi de Claverol
Llista de topònims de l'antic terme municipal de Claverol, actualment integrat en el de Conca de Dalt, del Pallars Jussà, presents a la Viquipèdia.

## Bordes
Claverol
- Borda del Vinyer de Boixareu

Els Masos de Baiarri
- Borda de Bartolomeu
- Borda de Patis
- Borda de Pes
- Borda del Pubill

Sossís
- Borda del Patís
- Borda del Rei
- Borda del Roi
- Borda del Teto

## Cabanes
Sant Martí de Canals
- Cabana Moixí

## Canals
Claverol i Sossís
- Canal de Sossís

## Castells
Claverol
- Castell de Claverol

## Centrals hidroelèctriques
El Pont de Claverol
- Central hidràulica de Sossís

## Esglésies

### Romàniques
Claverol
- Sant Aleix de Claverol

- Mare de Déu de la Serreta

Sant Martí de Canals
- Sant Martí de Canals

### D'altres èpoques
Claverol
- Santa Llúcia de Claverol

- Sant Cristòfol de Claverol

El Pont de Claverol
- Sant Antoni del Pont de Claverol

- Mare de Déu del Socors

Sant Martí de Canals
- Sant Joanet

Sossís
- La Nativitat de la Mare de Déu de Sossís

## Masies (pel que fa als edificis)
El Pont de Claverol
- Casa Motes

Sant Martí de Canals
- Casa de la Manduca

## Ponts
Claverol
- Pont de la Casa

El Pont de Claverol
- Pont de Claverol

## Preses
Sossís
- Presa de Sossís

## Geografia

### Camps de conreu
Claverol
- Guinea

- Els Horts

- Mont del Mestre

- Les Vinyes

El Pont de Claverol
- Lo Rengar de Motes

Sant Martí de Canals
- Tros de Basturs
- Cantamoixona
- Les Clotes

- Tros de la Llebre
- Martinatx
- Miret

- Murgulla
- El Pou

- Els Prats
- Tarter

### Cavitats subterrànies
Claverol
- Coves de Gairat

Els Masos de Baiarri
- Forat de l'Embut

- La Grallera

### Cingleres
Els Masos de Baiarri
- Roc de les Cases
- Roca Cavalls

- Roca de Cavalls
- Roques d'Eroles

- Roc Roi
- La Roqueta

- Rocs del Solà de Baiarri
- Roca de les Tosques

### Collades
Els Masos de Baiarri
- Pas del Boc
- Collada de les Bordes

- Coll de la Carbonera

- Pas de Castilló

- Coll de Neda

### Comes
Sossís
- Les Comes

### Corrents d'aigua
Claverol
- Barranc de Claverol

- Barranc de la Font d'Artic

Claverol i Sossís
- Barranc de la Font de Jaumet

- Barranc de Santa

Els Masos de Baiarri
- Llau de Castilló
- Barranc d'Eroles
- Llau Fonda

- Barranc de la Font de l'Alou
- Barranc de l'Infern
- Barranc de Llabro

- Barranc de les Llaus
- Barranc de l'Obaga

- Llau de Perauba
- Llau del Racó del Pou

Sant Martí de Canals
- Barranc de Miret

- Barranc de Sant Martí

Sossís
- Barranc dels Corrals
- Llau de Comarquers

- Barranc de la Molina

- Barranc del Pont

- Barranc de la Solaneta

### Costes
Els Masos de Baiarri
- Costes de Baiarri

### Diversos
Claverol
- Els Esclotassos

- Vernedes

Els Masos de Baiarri
- Castilló
- Terrers de Castilló

- Coll Carbonera
- Estret de Castilló

- Mal Graó
- Forcat de les Llaus

- Los Terrers

Sant Martí de Canals
- Feixancs de la Tremor

- Plantat de Pins

- Les Quadres

- Sant Vicent

Sossís
- Les Vinyes

### Entitats de població
- Claverol
- Els Masos de Baiarri
- El Pont de Claverol
- Sant Martí de Canals
- Sossís

### Masies
- Casa Motes
- Casa de la Manduca

### Muntanyes
- Cap de l'Alt de Baiarri
- Tossal de Fanguissals

### Obagues
Claverol
- Obac de Claverol

Els Masos de Baiarri
- Obaga de l'Alou
- Obaga de Baiarri

- Obaga de Barrera
- Obaga de Castilló

- Obaga de Coll de Neda
- Obaga Fosca

- Obaga de l'Oriol

Sossís
- Les Obagues

- Obac de Sossís

### Partides rurals
Claverol
- La Berca
- Gairat

- Els Monts és una partida rural del terme municipal de Conca de Dalt, a l'antic terme de Claverol, al Pallars Jussà, en territori que havia estat del poble de Claverol (Conca de Dalt). Es troba al nord-est de Claverol, en els contraforts sud-oerientals del Canarill de Claverol, i al nord del cim de Claverol, a migdia de la Plana Mateu i a ponent dels Esclotassos. Consta de 16,4965 hectàrees[1] amb conreus de secà, pastures, oliveres i matolls, amb alguna pineda i zones improductives.[2]
- Obac de Claverol

- Pales de Claverol
- Serrat des Caus

- Vinyer de Boixareu

Claverol i Sant Martí de Canals
- Los Seixos

Els Masos de Baiarri
- Baiarri
- La Borda

- Les Feixes

- Perauba

- El Solà

Sant Martí de Canals
- Les Boïgues
- Les Carants
- Comassa
- La Costa
- Les Feixetes
- Font de Davall

- Les Fonts
- Fuses
- Llavaés
- Lleres
- Els Millars

- Narçà
- Les Omets
- Els Oms
- Les Ortiguetes
- El Pou de Gel

- Santamaria
- Sarransot
- Serradill
- Serrat de la Creu
- Trullars

Sossís
- Camps de Sossís
- Lo Conreu
- Obac de Sossís

- Plana Mateu
- La Plana

- El Pont de Pubill
- Les Riberes

- Els Serrats
- La Solaneta

### Roques
Els Masos de Baiarri
- Roc de les Cases
- Roca Cavalls
- Roca de Cavalls

- Roques d'Eroles
- Roca de l'Esplugueta
- Roca del Pubill

- Roc Roi
- La Roqueta

- Rocs del Solà de Baiarri
- Roca de les Tosques

### Serres
Claverol
- Canarill de Claverol

- Serrat des Caus

- Rocs de Gairat

- La Serra

Els Masos de Baiarri
- Serrat de Castilló

- Serrat Pelat

Sant Martí de Canals
- Serrat de la Creu
- Els Serrats

### Solanes
- Solà de Claverol
- Solà de Santa
- Solà de Baiarri
- Solana de l'Extrem
- Solana de Font Barrera
- Solana de la Grallera
- Solana del Mig

### Vies de comunicació
- El Camí Vell
- Camí vell de Pessonada a Hortoneda
- Carretera de Claverol
- Carretera d'Hortoneda
- Camí de la Pobla de Segur al Llac
- Carretera d'Aramunt
- Carretera de Sant Martí de Canals
- Camí de Sossís
- Carretera de Sossís
- Pista de Sossís
- Camí d'Hortoneda a Solduga
- Pista nova de Baiarri
- Pista vella de Baiarri
- Pista de Fusta
- LV-5182
- Camí d'Aramunt
- Camí de Narçà
- Carretera de Pessonada
- Camí vell de Pessonada
- Pista de les Riberes
- Camí de la Solaneta
- Pista de la Solaneta